# Simon Zavarian
Simon Zavarian, nome di battaglia Anton (in armeno Սիմոն Զաւարեան?; Igahat, 1866 – Costantinopoli, 27 ottobre 1913), è stato un rivoluzionario armeno con cittadinanza russa.
Fu uno dei tre fondatori della Federazione Rivoluzionaria Armena e tra i massimi esponenti del movimento di liberazione nazionale dell'Armenia.

## Biografia
Diplomatosi alla Scuola Nersisian di Tiflis, frequentò poi l'Accademia Agricola Petrovskij di Mosca, dove conobbe Christapor Mikaelian e Stepan Zorian. A Mosca divenne membro dell'organizzazione rivoluzionaria russa Narodnaja volja. In seguito si stabilì a Tiflis, dove nel 1890 co-fondò la Federazione Rivoluzionaria Armena (HHD) con Mikaelian e Zorian.
Zavarian ebbe un ruolo di primo piano nella creazione dei piani e delle regole del partito e ricoprì il ruolo di responsabile esecutivo dell'Ufficio orientale del partito. Sempre per il partito condusse ricerche ed eseguì lavori organizzativi durante i suoi numerosi viaggi in Europa e nell'Impero ottomano. Nel 1902 si recò a Ginevra, dove fu membro del comitato di redazione di Droshak, il giornale ufficiale dell'HHD.
Durante la rivoluzione dei Giovani Turchi del 1908, partecipò alla stesura di piani di riforma per gli armeni ottomani e utilizzò gli archivi del Patriarcato armeno di Costantinopoli per realizzare un censimento del numero di armeni che vivevano nell'Armenia occidentale. Dopo il 1908, Zavarian si recò a Mush e Sasun come insegnante e ispettore generale delle scuole armene. Nel 1911 si stabilì a Costantinopoli, dove insegnò alla scuola Yessayan e lavorò al giornale Azadamard.
Zavarian morì di infarto nel 1913 a Costantinopoli.